# Freiungspitzen
Les Freiungspitzen sont une montagne composée de trois cimes qui culmine à 2 332 m d'altitude dans le massif des Karwendel.

## Géographie

### Topographie
Les sommets se situent dans le groupe de l'Erlspitze. Le plus haut sommet, le sommet occidental, culmine à 2 332 m d'altitude, le sommet médian à 2 322 m d'altitude et le sommet oriental, à 2 302 m d'altitude.

## Ascension
Le Freiungen-Höhenweg (sentier d'altitude en partie équipé) entre la Nördlinger Hütte et la Solsteinhaus passe devant la montagne.